# Искусственный интеллект в кинематографе
Иску́сственный интелле́кт в кинематографе — искусственный интеллект, показанный в фильмах и применение искусственного интеллекта для создания фильмов.

## История

### Фильмы
Тема искусственного интеллекта нашла отражение в немалом количестве фильмов, снятых с конца шестидесятых годов XX века и до начала нового тысячелетия. Первый фильм про ИИ является «Метрополис». Образ ИИ выполняет женщина-робот по имени Мария. Второй фильм про ИИ является «День, когда остановилась Земля». В фильме «Космическая одиссея 2001 года» впервые появляется сверхразумный ИИ-компьютер «HAL 9000». В фильме «Чужие» появляется человекоподобный андроид Бишоп, якобы своеобразный родственник HAL 9000.
Первый фильм, созданный самим искусственным интеллектом, является «Соль». По словам Фабиана Штельцера, самого создателя фильма, фильм создан программами Midjourney, Stable Diffusion и DALL-E 2. Фильм сделан полностью ИИ, за исключением голоса, который был записан самим Фабиана Штельцера.

### Мультфильмы
Первый мультфильм про ИИ является «Стальной гигант». Образ ИИ играет железный робот. Первый мультфильм, наполовину созданный ИИ, является «Вверх». Нейросети использовали для генерации 3D-моделей животных и других существ. Первый мультфильм, полностью созданный ИИ, является «Беловежская пуща». Однако, по мнению Сыендука, первый мультфильм, созданный полностью ИИ, является «Приключения Микки Шерлок Мауса и Винни-Пуха» (англ. Adventures of Mickey Sherlock Mouse & Winnie the Pooh).